# Cabanatuan
Cabanatuan è una città componente altamente urbanizzata (HUC) delle Filippine, situata nella Provincia di Nueva Ecija, nella Regione di Luzon Centrale.
Cabanatuan è formata da 89 baranggay:
- Aduas Centro (Aduas)
- Aduas Norte
- Aduas Sur
- Bagong Buhay
- Bagong Sikat
- Bakero
- Bakod Bayan
- Balite
- Bangad
- Bantug Bulalo
- Bantug Norte
- Barlis
- Barrera District (Pob.)
- Bernardo District (Pob.)
- Bitas
- Bonifacio District (Pob.)
- Buliran
- Caalibangbangan
- Cabu
- Calawagan (Kalawagan)
- Campo Tinio
- Caridad
- Caudillo
- Cinco-Cinco
- City Supermarket (Pob.)
- Communal
- Cruz Roja
- Daang Sarile
- Dalampang
- Dicarma (Pob.)

- Dimasalang (Pob.)
- Dionisio S. Garcia
- Fatima (Pob.)
- General Luna (Pob.)
- Hermogenes C. Concepcion Sr.
- Ibabao Bana
- Imelda District
- Isla (Pob.)
- Kalikid Norte
- Kalikid Sur
- Kapitan Pepe (Pob.)
- Lagare
- Lourdes (Matungal-tungal)
- M. S. Garcia
- Mabini Extension
- Mabini Homesite
- Macatbong
- Magsaysay District
- Magsaysay South
- Maria Theresa
- Matadero (Pob.)
- Mayapyap Norte
- Mayapyap Sur
- Melojavilla (Pob.)
- Nabao (Pob.)
- Obrero
- Padre Burgos (Pob.)
- Padre Crisostomo
- Pagas

- Palagay
- Pamaldan
- Pangatian
- Patalac
- Polilio
- Pula
- Quezon District (Pob.)
- Rizdelis (Pob.)
- Samon
- San Isidro
- San Josef Norte
- San Josef Sur
- San Juan Pob. (Acofa)
- San Roque Norte
- San Roque Sur
- Sanbermicristi (Pob.)
- Sangitan
- Sangitan East
- Santa Arcadia
- Santo Niño
- Sapang
- Sumacab Este
- Sumacab Norte
- Sumacab South
- Talipapa
- Valdefuente
- Valle Cruz
- Vijandre District (Pob.)
- Villa Ofelia-Caridad
- Zulueta District (Pob.)